# ليل أوزي فيرت
سايمير وودز ويعرف أكثر في الوسط الموسيقي باسم ليل أوزي فيرت هو مغني راب وهيب هوب أمريكي من فيلاديلفيا ولد في 31 يوليو 1995 كانت انطلاقته الموسيقية بإطلاقه لأغنية موني لونجر التي لاقت تجاوبا إيجابيا من النقاد وأغنية ليل أوزي فيرت في إي ذي ورلد.أفضل مايعرف به علي المستوي الموسيقى أغنية «باد وبوجي» باد أند بوجي مع فرقة الهيب هوب الأمريكية «ميغوس» (بالإنجليزية: migos) .إحتلت الأغنية المركز الأول في ترتيب أغاني الولايات المتحدة الأمريكية بيلبورد هوت 100 وفي عدد أخر من البلدان، أطلق في أغسطس 2017 أول ألبوم له تحت اسم إل يو في إيز رايج وإحتل المرتبة الأولي في ترتيب الألبومات الأمريكية بيلبورد200 .

## روابط خارجية
- ليل أوزي فيرت على موقع IMDb (الإنجليزية)
- ليل أوزي فيرت على موقع روتن توميتوز (الإنجليزية)
- ليل أوزي فيرت على موقع ميوزك برينز (الإنجليزية)
- ليل أوزي فيرت على موقع أول ميوزيك (الإنجليزية)
- ليل أوزي فيرت على موقع ديسكوغز (الإنجليزية)
- ليل أوزي فيرت على موقع ديسكوغز (الإنجليزية)